# Юденбах
Юденбах (нім. Judenbach) — громада в Німеччині, розташована в землі Тюрингія. Входить до складу району Зоннеберг.
Площа — 43,18 км2. Населення становить Невірний параметр metadata 16 072 009 ос. (станом на 31 грудня 2021).

## Географія

### Сусідні міста та громади
Юденбах межує з 5 містами / громадами:
- Оберланд-ам-Реннштайг
- Теттау
- Прессіг
- Феріц
- Зоннеберг

## Галерея

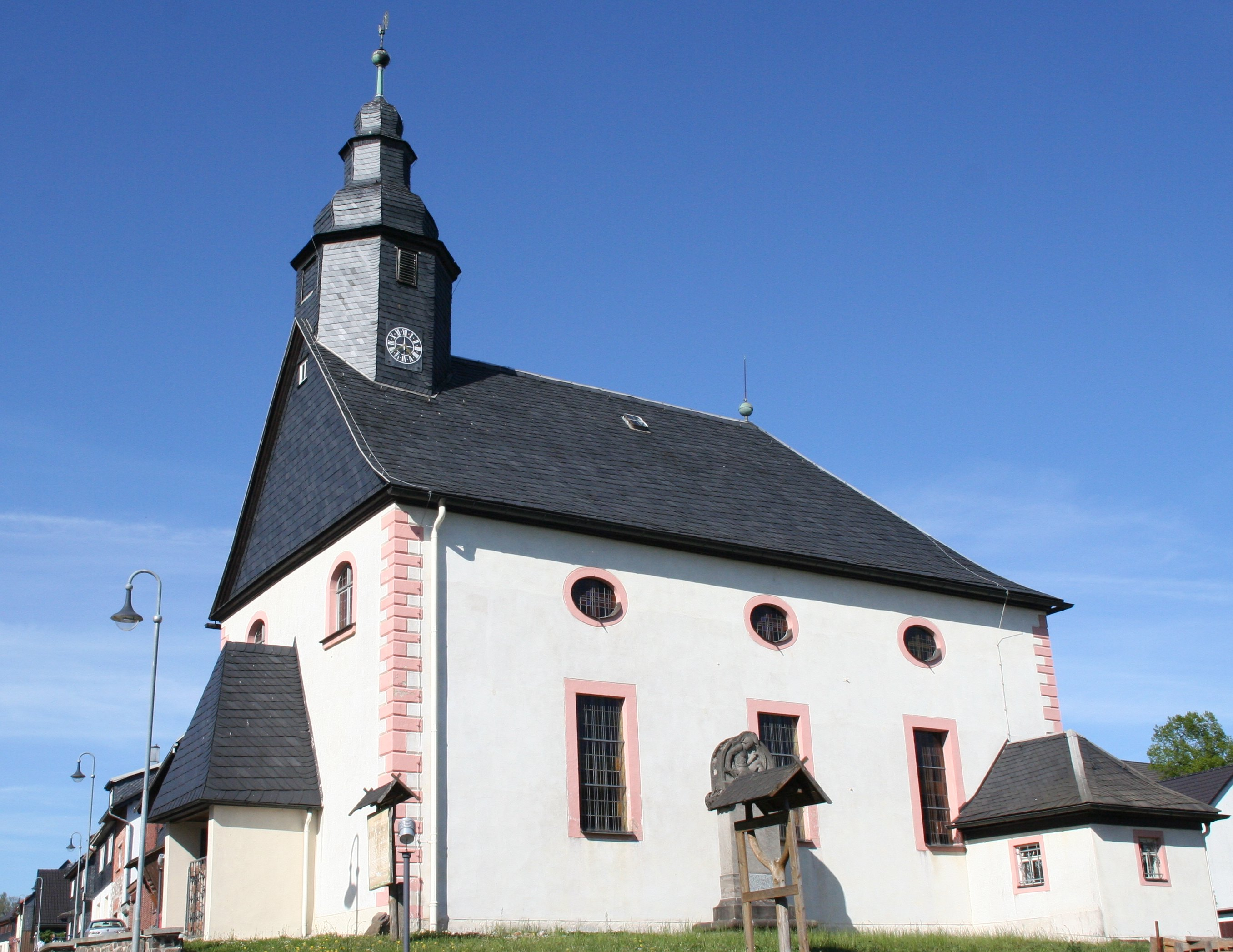

### Адміністративний поділ
Громада  складається з 4 районів:
- Гайнерсдорф
- Ягдсгоф
- Менксберг
- Ноєнбау